# Karagöz

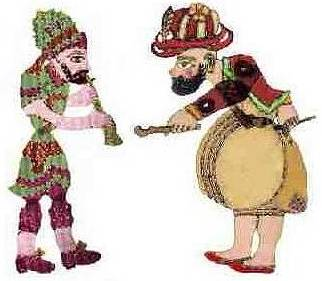
Hacivat és Karagöz

A karagöz egy török árnyjáték, mely valószínűleg a 16. században terjedt el az Oszmán Birodalomban. Eredetéről megoszlanak a vélemények. Az árnyjáték két főszereplője Karagöz („fekete szem”, vagy „cigány”), a tanulatlan, ám szókimondó és szellemes parasztlegény, és Hacivat [hadzsivat] (vagy Hacivad), a művelt városlakó, aki oszmán-törökül is tud verselni. A karagöz-játékokat régebben főtereken, kávéházakban játszották, és az egyik legkedveltebb szórakoztatási forma volt. A mozi és a színház elterjedése óta háttérbe szorult, ma már jóformán csak Ramadánkor, illetve főképp gyerekeknek szánt színházi előadásokon, hagyományőrző programokon találkozni vele.

## Eredete
A karagöz-játék eredete homályos; valószínűsíthető, hogy Délkelet-Ázsiából, Jáva környékéről, egyiptomi közvetítéssel került Anatóliába. Evlija Cselebi szerint már a 14. században is ismerték a szultáni udvarokban, mások szerint I. Szelim hozatott árnybábozókat udvarába, miután 1517-ben meghódította Egyiptomot. Ezen kívül azonban a törökök a bábozást már jóval az árnyjáték anatóliai megjelenése előtt is ismerték, nagy hagyománnyal rendelkezett. A karagöz-figurák jellegzetes pózai az oszmán kori groteszk táncosok pózaira emlékeztetnek.
A legendák szerint Hacivat és Karagöz élő személyek voltak, akik egy mecset vagy palota építésén dolgoztak, és folyton a többi munkást szórakoztatták történeteikkel, ezzel hátráltatva az építkezést. A szultán félt, hogy lázadásra bírják a munkásokat, ezért kivégeztette őket. A munkások tovább éltették történeteiket és később ezek az árnyékszínház történetei lettek.

## Szereplők

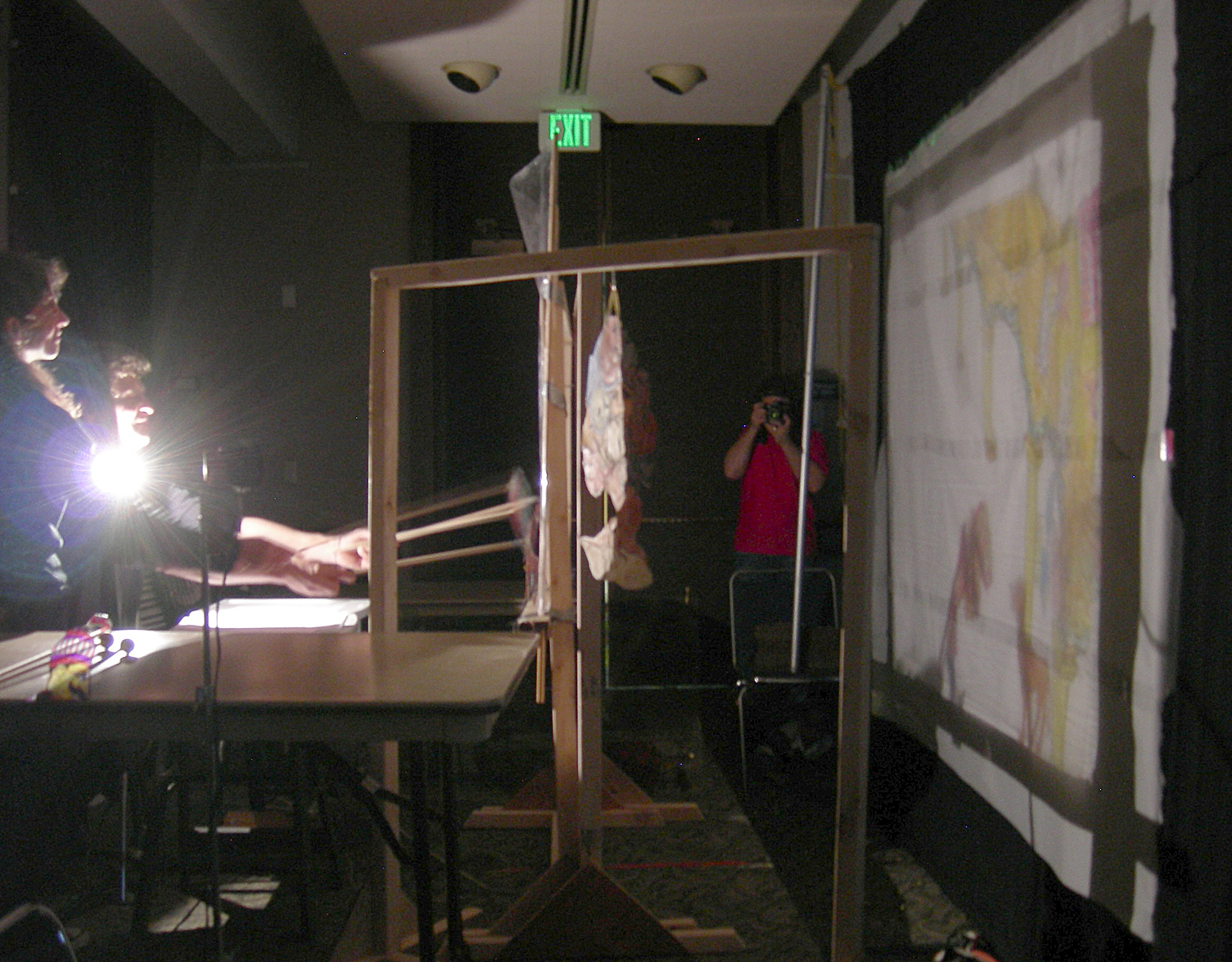
Craig Jacobrown karagöz-játéka Kanadában

A karagöz-játék szereplői egy-egy népcsoportot, foglalkozást megjelenítő sztereotípiák. Például, a zsidók vagy régiségkereskedők, vagy uzsorások, a lázok halászok/hajósok. Nők ritkán szerepelnek, akkor is jobbára kisebb szerepeket kapnak (pl. Karagöz és Hacivat feleségei, táncosnők, boszorkányok, pletykás öregasszonyok, szolgálólányok). Szerepelnek még valamilyen testi vagy szellemi fogyatékossággal rendelkező figurák is, például törpék vagy ópiumfüggő púposak.
- Hacivat és Karagöz

Hacivat és Karagöz éles ellentétei egymásnak. Hacivat művelt, jártas az oszmán-török irodalomban, nyelvi fordulatokkal, költői képekkel színezett, szinte már-már verses formában beszél. Karagöz az egyszerű nép fia, szegény, de nagyravágyó, külsőre a romákhoz hasonlít: kerek fej, sötét bőr, nagy, fekete szemek (kara göz jelentése fekete szem), nagy, fekete szakáll, kopasz fejtető. Jól felvágták a nyelvét, Hacivat minden bölcselkedésére, fennkölt költeményére, enciklopedikus tudására riposztolni tud. Hacivat megfontolt, előbb gondolkodik, és aztán cselekszik - ha cselekszik egyáltalán. Karagöz ebben és az ellentéte, impulzív, harsány, energikus. Hacivat köztiszteletnek örvend, tanácsait szívesen veszik, sőt kérik. Karagözt egyáltalán nem kedvelik, csúfolják, megverik, ízléstelen tréfáknak, megaláztatásoknak teszik ki.
- Nők

A női karakterek szinte kivétel nélkül zsémbes, intrikára hajlamos, pletykás asszonyok. Karagöz felesége például folyton panaszkodik, hogy az ura nem tudja eltartani, nem tudja öltöztetni. Mivel a bábozók szinte mindig férfiak, a női hangokat is ők kölcsönzik. A női bábok hagyományos török öltözéket viselnek, hosszú fátyollal, mely eltakarja a szájat és a homlokot, de annyira áttetsző, hogy tisztán kivehetőek maradnak az arcvonások. A kurtizánokat gyakran félmeztelenül ábrázolják.
- Çelebi[5]

Azon kevés szereplők egyike, akit rendkívül pozitív fényben tüntetnek fel, nem gúnyolódnak rajta, nem ironikus, vagy szarkasztikus módon ábrázolják, mint a szereplők többségét. Általában fiatal nemesember, aki vagy egy kurtizánba, vagy egy nemesi család leányába szerelmes. Elegáns, kifinomult, folyton hölgyek társaságát keresi. Művelt isztambuli akcentussal beszél. Európai módon öltözködik.
- Tiryaki

Ópiumfüggő, púpos, folyton a helyi kávéházban múlatja az időt, legtöbbször heverészik és pipázik. Művelten beszél, akárcsak Hacivat, de beszélgetés közben folyton elalszik és horkol. A bolhából is elefántot csinál.
- Bebe Ruhi

Törpe, beszédhibás, aki az r és az sz helyett j-t ejt. Folyton ismétli önmagát, ami hamar kifárasztja a többi szereplőt. Karagöz gyakran elveri, mert csak így lehet megszabadulni tőle.
- Részeges

Fegyverekkel jár-kel, és mindenkit megfenyeget, ám veszélytelen, csak a szája jár. Gyakran jandarma (csendőr) vagy helyi elöljáró, aki a „törvényt vigyázza”, ám maga is gyakran megszegi azt (például kurtizánokkal enyeleg). A hatóságok paródiája.
- Baba Himmet

Anatóliai favágó, nagyon magas és testes (a legmagasabb báb). Durván beszél, gyakran káromkodik és nem érti, ami a városban történik. Magasságát kifigurázva Karagöz gyakran létrára mászva ordít a fülébe. Alapvetően hatalmas a szíve, és folyton a falujában hagyott kedveséről mesél.
- Különböző nemzetiségek képviselői

A karagöz-játékokban gyakran szerepelnek különféle nemzetiségek képviselői, sztereotípiák szerint. A lázok szinte mindig hajósok, erős fekete-tengeri régióbeli akcentussal. Szeretnek beszélni. A Rumelili balkáni bevándorló, nagyon lassan beszél, általában birkózó. A kurdok általában éjjeliőrök, és gyakran kurd szavakat is használnak. A perzsák általában textilkereskedők, az arabok utazók. Az albánok üdítőital-árusok vagy kertészek, állatkereskedők. A görögök vagy a Frenk nevű szereplők általában művelt külföldiek, orvosok, az európai középréteg megtestesítői. Görög vagy francia szavakat használnak, és nem tudnak rendesen törökül. Az örmények intézők vagy pincérek, mindig nagyon komolynak és elhivatottnak tűnnek és nincs humorérzékük. A zsidók kapzsi uzsorások vagy régiségkereskedők.

## Történetek

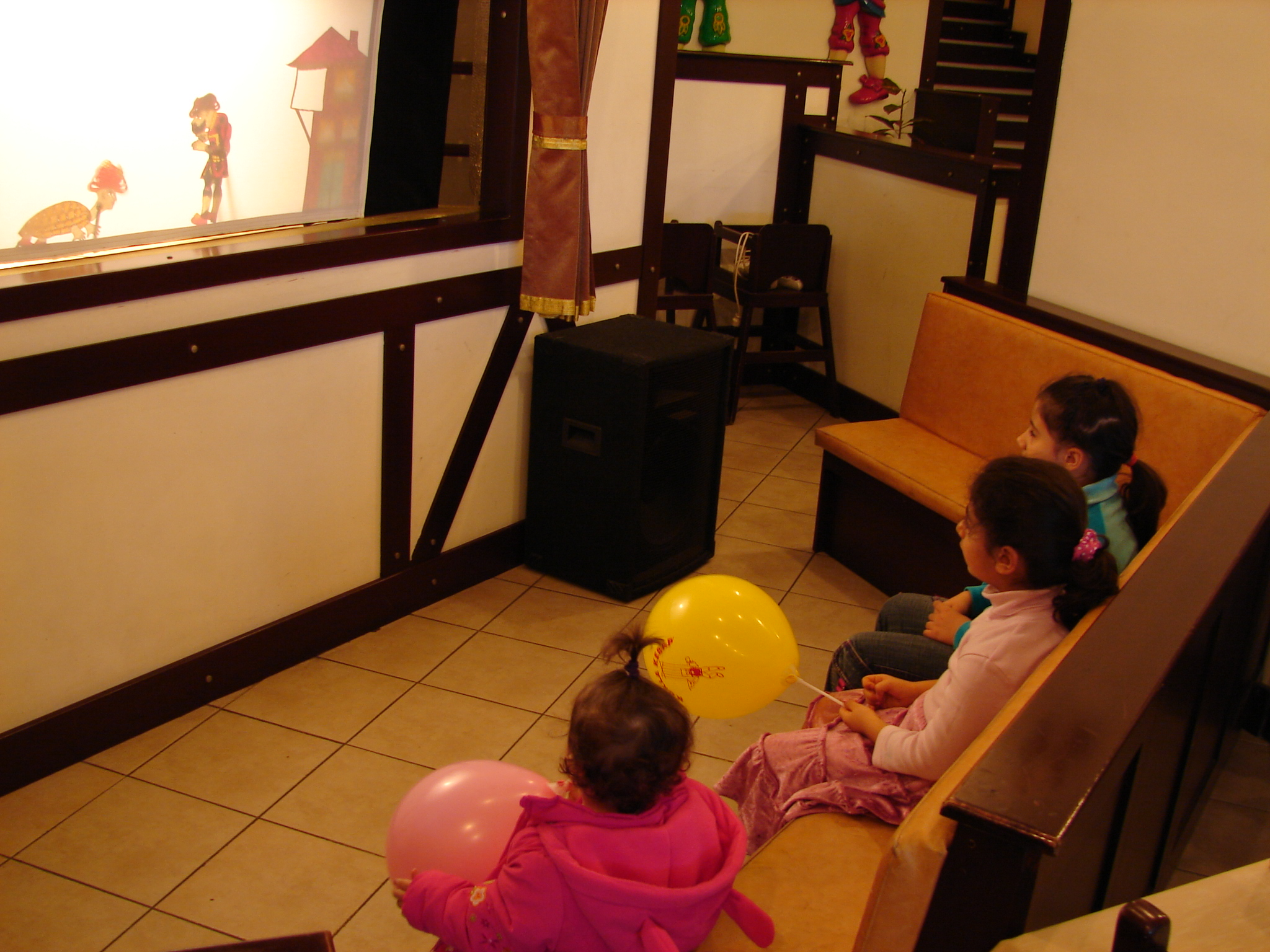
Gyerekek karagöz-előadáson

A karagöz-játék történetei sokrétűek, általában generációról generációra öröklődnek, de nincs pontosan megírt forgatókönyv, csak egy nagy vonalakban vázolt történet, amit aztán a bábozó a saját kedve vagy a közönség reakciói szerint alakíthat - ennek megfelelően az előadásokon nagy szerepet kap az improvizáció.
A történetek jórészt valamely szituáció vagy szokás, esetleg foglalkozás paródiái, így például van olyan történet, ahol a szünnet (körülmetélés) szokását figurázzák ki; A bolondok háza című történetben a görög vagy külföldi orvost, aki saját maga bolondabb, mint az ápoltjai; egy másik történetben az olajbirkózókat parodizálják. Karagöz és Hacivat sokszor üzleti partnerek a történetekben, együtt vállalkoznak - és legtöbbször el is buknak. Más történetekben Karagöz intrikusok közé kerül, vagy nagy bajba: például megpróbál megvédeni egy hölgyet, majd szembe kell néznie annak megannyi imádójával. Máskor Hacivattal együtt ifjú szerelmesek útját egyengetik, akiknek szerelmét ellenzik a szülők. Egyes történetek nagy közösségi eseményeket ölelnek fel, mint amilyen például az esküvő.
1924 és 1963 között Helmut Ritter németül és törökül számos karagöz-történetet jegyzett fel, melyet három kötetben adott ki. A történeteket a bábozók diktálták le, ám ezek sem pontos leírások, az előadások improvizatív jellege miatt. Az ankarai központi könyvtárban videoszalagra rögzítve megtekinthető néhány régebbi előadás.
A történetek általában egy bevezetőből (mukaddime), párbeszédből (muhavere) és fő cselekményből (fasil) állnak. A bevezető előtt egy ideig egyfajta bevezető kép (göstermenlik) látható a vásznon, ami egy hagyományos síp, a nareke hangjára tűnik el, jelezve az előadás kezdetét. A bevezetőben leggyakrabban Hacivat jelenik meg először, aki vagy imát mond, vagy verset szaval, és azon elmélkedik, hogy miért nincs senki, akivel arabul vagy perzsául értekezhetne. Közben a vászon másik oldalán megjelenik Karagöz feje, aki kukucskálva lesi Hacivat monolügját, majd mikor elunja, megjelenik a színen és a két szereplő általában jól összevész és verekszik. Ezt követi a párbeszéd, ami Hacivat és Karagöz szellemes szópárbaja. Ezt követően indul el a cselekmény. Az ilyen jellegű felépítés is változhat, hiszen az előadásokban nagy szerepet kap az improvizáció, vannak azonban olyan elemei vagy párbeszédei az egyes történeteknek, amiket a bábozó változatlanul hagy.

## Előadás

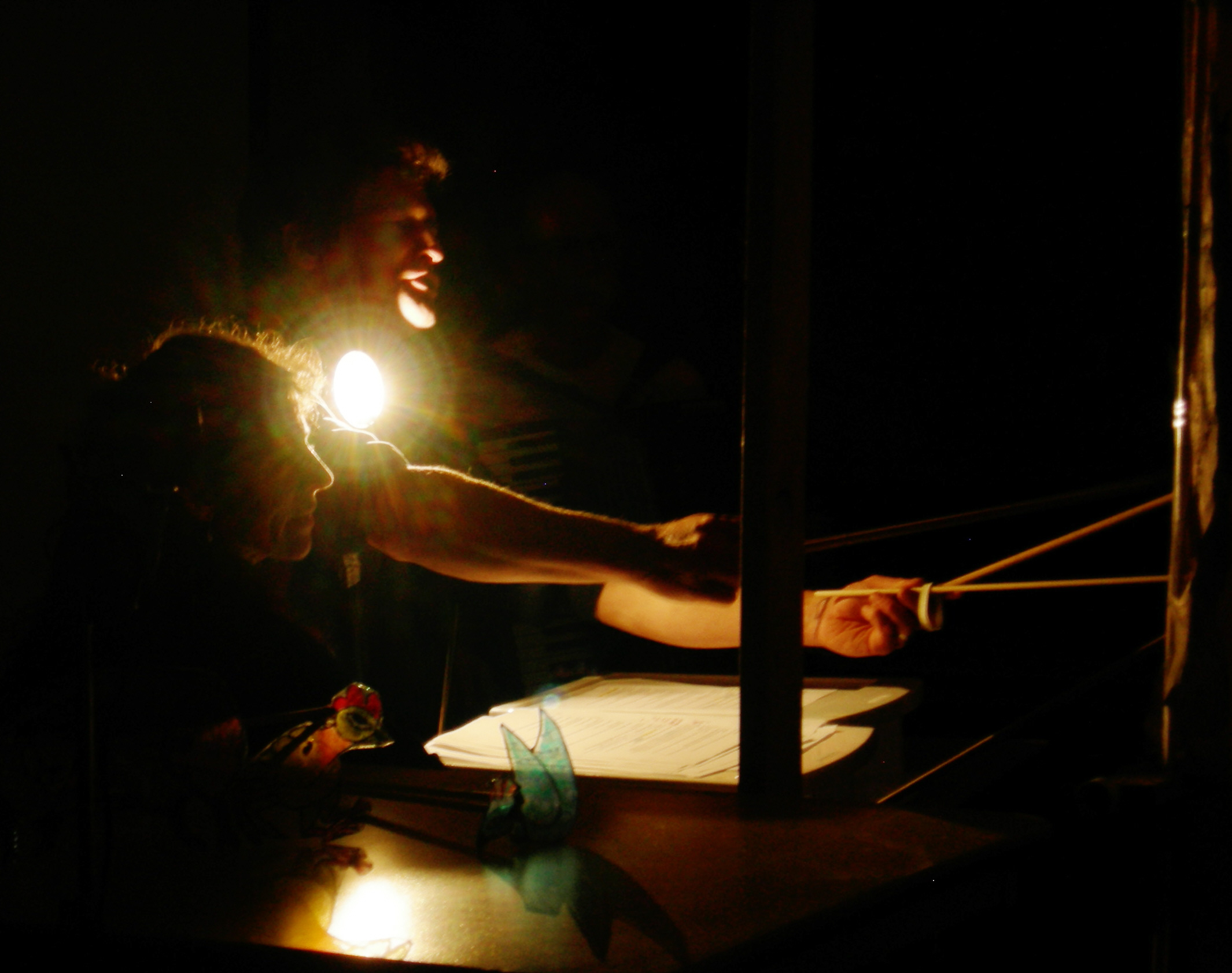
Craig Jacobrown karagöz-bábozó egy kanadai előadáson

### Színpad
Az árnyjátékhoz egy keretre feszített, áttetsző, fehér anyagra van szükség, lehetőség szerint jó minőségű egyiptomi pamutra vagy muszlinra. A vászon (törökül ayna, „türkör”) méretei régebben 2x2,5 méter voltak, ma már 1x1,6 méteres anyagot használnak. A bábozó (törökül hayali, „álomteremtő”, vagy karagözcü) a vászon mögött tartja a pálcikákra helyezett bábokat. A vásznat hátulról egy olajmécses világítja meg. A fény nem csak a vásznon, de az áttetsző anyagból készült bábokon is átszűrődik, kivetítve a színeiket a vászonra. A bábokat tartó rúd vízszintes szöget zár be a bábbal (más kultúrák árnyjátékaiban általában függőlegesen kapcsolódik a tartórúd a bábhoz). A bábozót két másik eszköz segíti, mivel egyszerre csak két figurát tud a vásznon megjeleníteni. Egy Y alakú rúd (az ún. „bábfa”) segítségével több bábot is rögzíteni tud. Egy másik, forgó eszköz segítségével pedig könnyebben tudja kezelni azt a bábot, amelynek a történet során esetlegesen „meg kell fordulnia” a vásznon – a hagyományos, vízszintes tartórúd ezt nem tenné lehetővé.

### Bábok
A bábok kétdimenziós, lapos, színes anyagból készült figurák. Hagyományosan kikészített állatbőrből, leginkább tevebőrből készülnek. A bőrt addig kezelik, szárítják és nyújtják, amíg szinte áttetszővé nem válik. Az alakokat megadott minta alapján vágják ki egy speciálisan erre kialakított, hajlított késsel, a nevregannal. A bőrt ezután természetes növényi festékekkel (világoskék, sötétkék, lila, zöld, olajzöld, vörös, terrakotta, barna és sárga) színezik. A figurák általában két részből tevődnek össze, melyeket bélhúrral vagy bőrszíjjal kötnek össze, a báb hátán pedig a rúd számára bőrből készítenek tartótokot. Vannak szereplők, melyeket két rúddal mozgatnak, hogy többféle mozgásfajtára is képesek legyenek, ilyen Karagöz is, akinek például „lerúgható” a fejfedője (ő az a szereplő, akit gyakran elvernek). A bábok magassága 24 és 35 centiméter között változik, átlagosan 30-32 centiméter magasak. Vannak ennél kisebb figorák is, például egy törpe, illetve egy nagyon magas szereplő, Baba Himmet, 57 centiméteres bábbal.

### Zene
A török karagöz-játék szinte elképzelhetetlen zenei kíséret nélkül, a szereplők maguk is gyakran énekelnek. A műfaj változatos, már az oszmán korban is sokféle zenével kísérték a játékot: török, örmény, görög, trákiai, balkáni népdalokkal, cigányzenével, klasszikus oszmán zenével, de akár operaáriákkal vagy nyugati komolyzenével is. Vannak zeneszerzők, akik kifejezetten karagöz-játékokhoz komponáltak zenét.

## A művészetekben

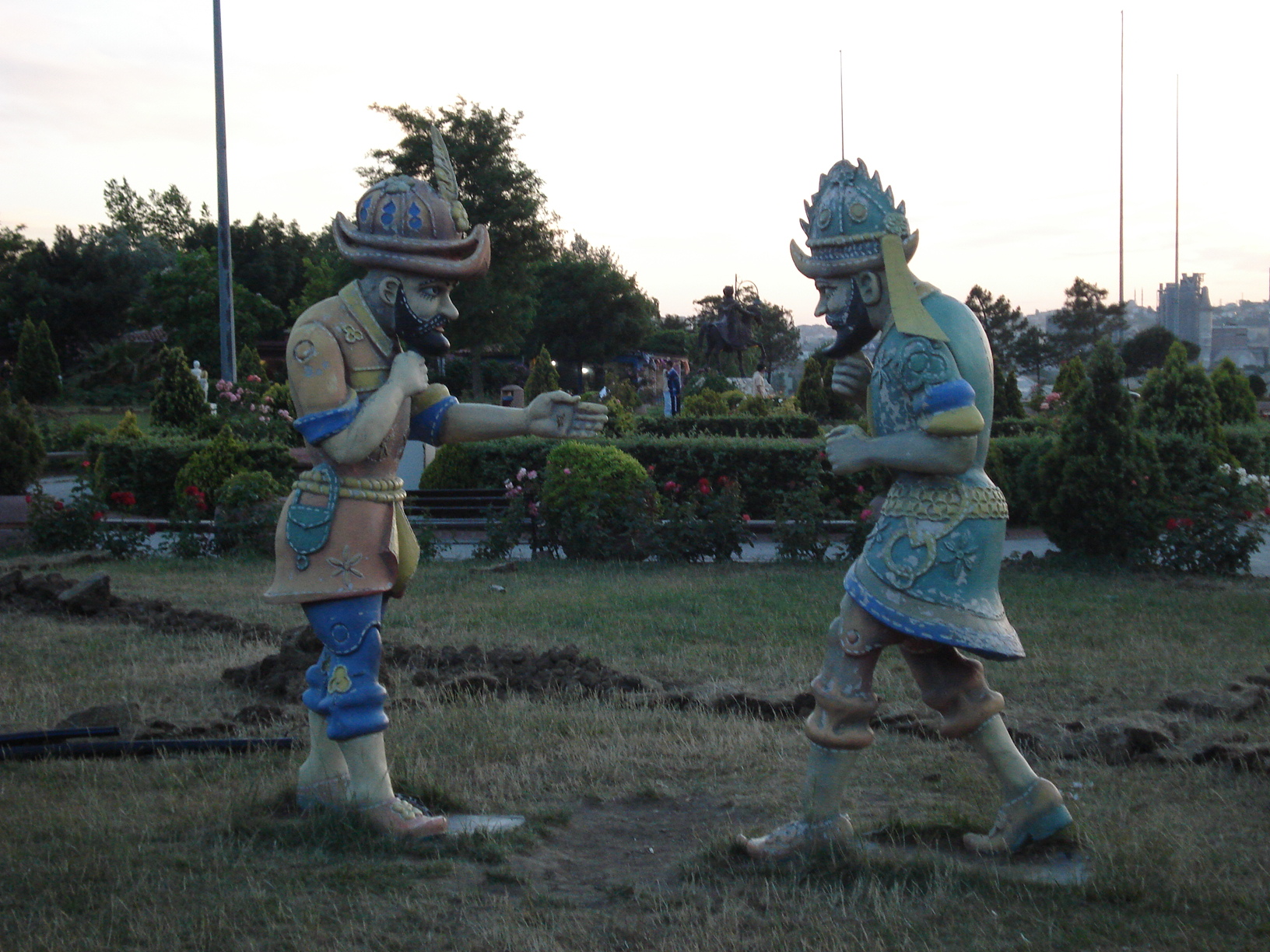
Hacivat és Karagöz szobrai Isztambul Büyükçekmece körzetében

A karagöz a török művészetekben is jelen van, Büyükçekmece egyik parkjában például két embermagasságú Hacivat és Karagöz szobor áll. Az árnyjáték ihlette a Hacivat Karagöz neden öldürüldü? (Miért ölték meg Hacivatot és Karagözt?) című 2006-os nagyjátékfilmet, melynek egyik főszereplője Şebnem Dönmez. A film a két főszereplőhöz kapcsolódó legendát filmesíti meg. Bursa városában 2007-ben Karagöz Múzeumot hoztak létre, ahol nem csak az árnyjátékhoz kapcsolódó eszközöket lehet megtekinteni, de akár a bábkészítést is meg lehet tanulni. A karagöz-játékok előadásain használt zenékből több válogatás is kapható.
A Karagöz egy színpadi adaptációját Kazimir Károly rendezésében bemutatták Magyarországon 1973-ban a Körszínházban és a Thália Színházban. Szabó Gyula, Drahota Andrea, Rátonyi Róbert, Polónyi Gyöngyi, Hámori Ildikó, ... alakították a főbb szerepeket.